# Altica carinthiaca
Altica carinthiaca är en skalbaggsart som först beskrevs av Julius Weise 1888.  Altica carinthiaca ingår i släktet Altica, och familjen bladbaggar. Arten är reproducerande i Sverige.